# 지방도 제416호선
지방도 제416호선은 강원특별자치도 삼척시 도계읍 신리 교차로와 원덕읍 월천리 호산 교차로를 잇는 강원특별자치도의 지방도다. 삼척시로만 지나가며, 태백과 울진, 포항 등의 지역을 잇는 주요 도로로 이용된다.

## 역사
- 2001년 10월 20일 : 오저 굴곡부 개량공사로 인해 삼척시 가곡면 오저리 229m 구간 도로구역 변경[1]
- 2002년 8월 17일 : 산양 굴곡부 개량공사로 인해 삼척시 원덕읍 산양리 120m 구간 도로구역 변경[2]
- 2003년 2월 15일 : 노선 폐지 및 재지정[3]

## 주요 경유지
강원특별자치도
- 삼척시 (도계읍 - 가곡면 - 원덕읍)

## 노선
| 이름                                                                         | 접속 노선                      | 소재지 | 소재지 | 비고 |
| ---------------------------------------------------------------------------- | ------------------------------ | ------ | ------ | ---- |
| 신리 교차로                                                                  | 지방도 제427호선 (문의재로)    | 삼척시 | 도계읍 | 기점 |
| 양지말교 태백교 신리교                                                       |                                | 삼척시 | 도계읍 |      |
| 신리교                                                                       |                                | 삼척시 | 도계읍 |      |
| 가곡면                                                                       |                                | 삼척시 |        |      |
| 동활2교 동활3교 동활4교 동활5교 동활6교 동활7교 풍곡1교                      |                                | 삼척시 |        |      |
| (풍곡교 서단)                                                                | 지방도 제910호선 (청옥로)      | 삼척시 |        |      |
| 풍곡교 가곡중학교 가곡고등학교 오저초등학교 가곡보건지소 가곡면 행정복지센터 |                                | 삼척시 |        |      |
| 오저교                                                                       | 오목길                         | 삼척시 |        |      |
| 가곡119지역대                                                                |                                | 삼척시 |        |      |
| 탕곡교                                                                       | 탕곡길                         | 삼척시 |        |      |
| 탕곡1교 탕곡2교                                                              |                                | 삼척시 |        |      |
| 기곡교                                                                       | 기곡4길                        | 삼척시 | 원덕읍 |      |
| 산양교                                                                       |                                | 삼척시 | 원덕읍 |      |
| 화가교                                                                       | 산양화가길                     | 삼척시 | 원덕읍 |      |
| 호산삼거리 호산 교차로                                                       | 국도 제7호선 (동해대로) 삼척로 | 삼척시 | 원덕읍 | 종점 |

## 도로명
- 전 구간 명칭이 가곡천로이다.

## 주요 건물 및 시설
- 가곡중학교, 가곡고등학교 (강원특별자치도 삼척시 가곡면 가곡천로 1427)
- 오저초등학교 (강원특별자치도 삼척시 가곡면 가곡천로 1430)
- 가곡보건지소 (강원특별자치도 삼척시 가곡면 가곡천로 1455)
- 가곡면 행정복지센터 (강원특별자치도 삼척시 가곡면 가곡천로 1477)
- 가곡119지역대 (강원특별자치도 삼척시 가곡면 가곡천로 1509)
- 기곡1리회관 (강원특별자치도 삼척시 원덕읍 가곡천로 2047)